# Geographensee
Der Geographensee ist ein kleiner See auf der Fildes-Halbinsel von King George Island, der größten der Südlichen Shetlandinseln. 
Er ist der westliche von zwei nahe beieinander liegenden Seen ganz im Südwesten der Halbinsel (der östliche ist der Jurasee) und entwässert über den Geographenbach in nordwestlicher Richtung zur namensgebenden Bucht Geographers Cove (auf der deutschen Karte von 1984 als „Geographenbucht“ beschriftet), während der Jurasee in entgegengesetzter Richtung zur Fildes Strait entwässert.
Im Rahmen zweier deutscher Expeditionen zur Fildes-Halbinsel in den Jahren 1981/82 und 1983/84 unter der Leitung von Dietrich Barsch (Geographisches Institut der Universität Heidelberg) und Gerhard Stäblein (Geomorphologisches Laboratorium der Freien Universität Berlin) wurde der See zusammen mit zahlreichen weiteren bis dahin unbenannten geographischen Objekten der Fildes-Halbinsel neu benannt und dem Wissenschaftlichen Ausschuss für Antarktisforschung (Scientific Committee on Antarctic Research, SCAR) gemeldet.